# District de Kannur
Le district de Kannur  est un des quatorze districts de l'État du Kerala en Inde.

## Géographie
Il est situé au nord de l’État du Kerala sur la plaine de la côte ouest entre la Mer des Laquedives et les Ghats occidentaux. Le district de Kannur entoure l'ancienne Cannanore il est créé en 1958.
C'est le district le plus urbanisé du Kerala (65,04%) et est desservi par l'Aéroport international de Cannanore.

## Histoire
Le district était le district de Malabar de la Présidence de Madras en 1792 est créé  le 1er avril 1958. Il était une source de soulèvement avec Pazhassi Raja, le Lion du Kerala contre la domination britannique au XIXe siècle ; ainsi que lors de la Marche du sel en 1930.

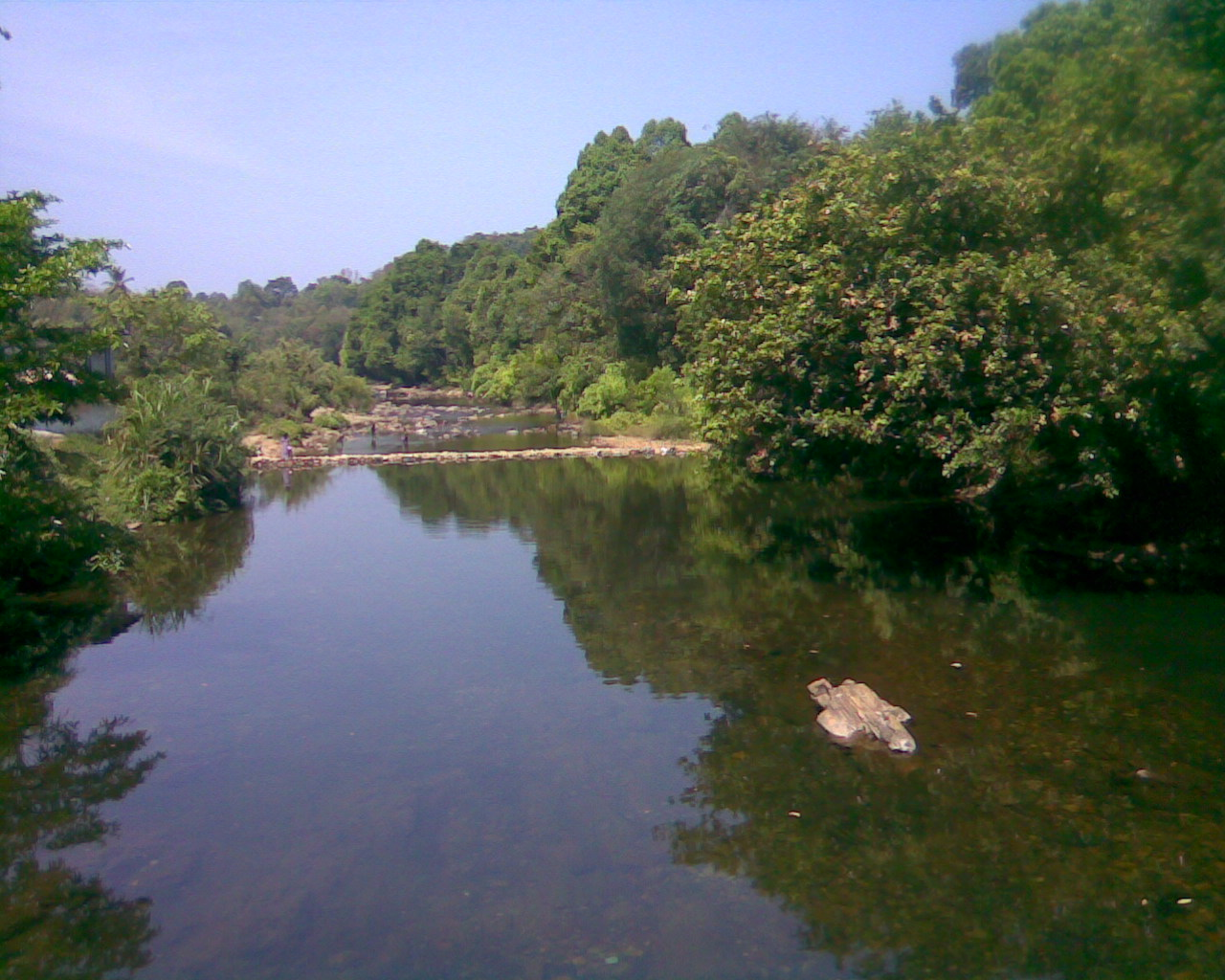
Aperçu du sanctuaire de la vie sauvage d'Aralam.